# Sabroso de Aguiar
Sabroso de Aguiar is een plaats (freguesia) in de Portugese gemeente Vila Pouca de Aguiar en telt 708 inwoners (2001).